# Alsion
Alsion er et viden- og kulturcenter beliggende i Sønderborg på Sundevedsiden af Alssund. Alsion blev indviet af Dronning Margrethe den 30. oktober 2007.
Alsion huser en afdeling af Syddansk Universitet, en privat videnspark, en teater- og koncertsal, (hjemsted for Sønderjyllands Symfoniorkester), og café.
Universitetsafdelingen i Sønderborg har specialiseret sig i uddannelse af ingeniører og kombinerede uddannelser i sprog og økonomi. Samarbejdet med universitetet i Flensborg og en høj andel af udenlandske studerende gør miljøet meget internationalt.
Alsion er det første byggeri i Danmark, som samler uddannelse, forskning og kultur under samme tag.
Navnet Alsion blev valgt blandt adskillige tusinde indsendte forslag ved en navnekonkurrence i foråret 2005. I 2012 dannede Alsion blandt andet rammen om besøget af Academy of St. Martin in the Fields med Håkan Hardenberger, uddelingen af Kronprinsparrets Priser live på DR1 samt CSR AWARDS 2012 med Bill Clinton som hovedtaler.
Umiddelbart ved siden af Alsion findes Sønderborg Station.
Bygningen er 18,7 meter høj.

## Byggeriet
Alsion er tegnet af arkitektfirmaet 3XNielsen i Århus og finansieret af bl.a. Fonden Realdania, Sønderborg Kommune og Fabrikant Mads Clausens Fond. Bygningen består af 10 sammenhængende firkantede bygninger, der alle har en facade af glas. Det samlede areal af bygningen er 28.428 kvadratmeter, og prisen var 535 mio. kroner. Indendørs er bygningen udsmykket af den dansk-islandske kunstner Olafur Eliasson.